# My Wish
«Here» — песня американской кантри-группы Rascal Flatts, написанная Джеффри Стилом и Стивом Робсоном. Она была выпущена в августе 2006 года в качестве третьего сингла с альбома Me and My Gang. В декабре 2006 года она достигла первого места в американских кантри-чартах в США (Hot Country Songs) и в Канаде, а также заняла 28-ю строчку в Billboard Hot 100, став одним из их популярных кроссовер-синглов. Песня заняла 13-е место в чарте Billboard Hot Adult Contemporary Tracks и 49-е место в Billboard Pop 100. Сингл получил платиновую сертификацию Американской ассоциации звукозаписывающих компаний (RIAA). По состоянию на май 2016 года, в США было продано 2,927 миллиона экземпляров песни. В августе 2016 года была выпущена перезаписанная версия песни в честь её 10-летнего юбилея.

## История
В 2007 году песня была ремикширована и выпущена на бонусном диске Target альбома Still Feels Good, затем была выпущена вместе с ремиксом на «What Hurts the Most» на двухпесенном мини-альбоме под названием The Hot Mixes и вошла в альбом-компиляцию Twenty Years of Rascal Flatts: The Greatest Hits в 2020 году.
В 2016 году песня была перезаписана в качестве «10-го юбилейного» релиза.

## Позиции в чартах

### Еженедельные чарты
| Чарт (2006—2007)                   | Высшая позиция |
| ---------------------------------- | -------------- |
| Канада (Billboard Country)         | 1              |
| США (Billboard Hot Country Songs)  | 1              |
| США (Billboard Hot 100)            | 28             |
| США Billboard Pop 100              | 49             |
| США (Billboard Adult Contemporary) | 13             |

### Годовые итоговые чарты
| Чарт (2006)                   | Позиция |
| ----------------------------- | ------- |
| США Country Songs (Billboard) | 50      |

| Чарт (2007)                        | Позиция |
| ---------------------------------- | ------- |
| США Country Songs (Billboard)      | 41      |
| США Adult Contemporary (Billboard) | 29      |

## Сертификация
| Регион                                                      | Сертификация | Продажи    |
| ----------------------------------------------------------- | ------------ | ---------- |
| США (RIAA)                                                  | Платиновый   | 1 000 000^ |
| ^ Данные о тиражах приведены только на основе сертификации. |              |            |